# Фонтора, Ари
Ари Бейра Фонтора (порт. Ary Beira Fontoura; род. 27 января 1933, Куритиба) — бразильский актёр, режиссёр, писатель и телеведущий.

## Биография
Ари Фонтора родился в Куритибе, столице бразильского штата Парана, в семье Антониу Бейры Фонтуры, школьного учителя английского и португальского происхождения, и Эстелиты Трависани, домохозяйки итальянского происхождения. Получил образование в колледже в родном городе.